# Utetheisa clareae
Utetheisa clareae là một loài bướm đêm thuộc phân họ Arctiinae, họ Erebidae.